# The Cheesecake Factory
The Cheesecake Factory, Inc. là một nhà phân phối và nhà hàng bánh cheesecakes có trụ sở tại Hoa Kỳ. Công ty hiện đang hoạt động với 175 nhà hàng cung cấp các dịch vụ ăn uống. Trong đó, 165 nhà hàng sử dụng thương hiệu The Cheesecake Factory, 13 sử dụng thương hiệu Gand Lux Cafe and 1 sử dụng thương hiệu RockSugar Pan Asian Kitchen. The Cheesecake Factory cũng hoạt động với hai cơ sở sản xuất bánh mỳ, một là ở Calabasas, California và một ở Rocky Mount, North Carolina - và cấp giấy phép khai thác cho hai thực đơn làm bánh đối với những công ty cung cấp dịch vụ thực phẩm khác dưới thương hiệu Cafe và tiệm bánh ngọt The Cheesecake Factory. Những loại bánh cheesecake và những loại bánh nướng khác của công ty cũng có thể được tìm thấy ở nhiều cửa sách Barnes & Noble.